# Luigi Cagnola
Pour les articles homonymes, voir Cagnola.
Luigi Cagnola, architecte italien, né à Milan le 9 juin 1762, mort le 14 août 1833, éleva à Milan l'arc de triomphe du Simplon, l'un des chefs-d'œuvre de l'architecture du XIXe siècle.

## Biographie
Né à Milan en 1762, fit ses premières études à au Collège Clementine à Rome. Dans les heures de récréation, il recevait de Tarquini des leçons d’architecture, et dans les promenades il s’arrêtait pour contempler les débris des anciens monuments dont cette ville présente l’aspect. Revenu à Milan, Cagnola se livra avec beaucoup de zèle à l’étude de l’architecture, et un peu plus tard il suivit le cours de droit civil à l’université de Pavie, qu’il fut obligé d’abandonner pour veiller à ses affaires de famille après la mort de son père. Il fit ensuite un voyage de huit mois dans la république de Venise, où il admira les chefs-d’œuvre de Palladio, de Sansovino et de Pélégrini ; puis il s’occupa de la construction de divers monuments, savoir :
- L’arc triomphal de la porte du Tésin, d’ordre ionique, exécuté en granit des Alpes.
- La chapelle de Sainte Marcelline dans la basilique Saint-Ambroise de Milan.
- L’arc du Simplon, d’ordre corinthien, en marbre blanc de Crevela, orné de bas-reliefs et surmonté de six Victoires à cheval, et de la statue de la Paix assise sur un char, ouvrage en bronze de la fonderie des frères Manfredini de Milan.
- Le clocher du village d’Urgnano dans le Bergamasque.

Tandis qu’il s’occupait de la façade de l’église de Varallo dans la Valsesia, une attaque d’apoplexie termina sa vie, le 14 août 1833. Bonaparte avait une haute considération pour Cagnola, il l’avait nommé membre du conseil des anciens de la nouvelle République cisalpine. Il était président de l’Institut des sciences et arts de Milan, chevalier de la Couronne de fer, chambellan de l’empereur d’Autriche. Il a publié en 1802, à Milan, les Mausolées de Visconti, Gamboni et Anguizzola, in-fol. avec pl.